# Самбуу, Анна Доржуевна
Самбуу Анна Доржуевна (род. 09.07.1964) — доктор биологических наук, главный научный сотрудник Тувинского института комплексного освоения природных ресурсов СО РАН, профессор Тувинского государственного университета. Автор учебника «Экономическая география Республики Тыва». Эксперт Российской академии наук. Заслуженный ветеран Сибирского отделения Российской академии наук.

## Биография
Самбуу А. Д. родилась 9 июля 1964 года в селе Владимировка Тандинского района Тувинской АССР. В 1981 году окончила Владимировскую среднюю школу Тандинского района. В 1982 году поступила в Красноярский государственный педагогический институт. В 1989 году окончила Кызылский государственный педагогический институт. После окончания естественно-географического факультета ТувГУ по специальности «География, биология», была направлена учителем биологии и географии в Балгазынскую среднюю школу Тандинского района. В 1997 году поступила в аспирантуру Убсунурского международного центра биосферных исследований, в 1998 году переведена в аспирантуру Тувинского института комплексного освоения природных ресурсов СО РАН. В 2001 году защитила диссертацию на соискание учёной степени кандидата биологических наук по теме «Влияние выпаса на продуктивность сухих степей Убсунурской котловины в Туве» (Специальности 03.00.05 — Ботаника, 03.00.27 — Почвоведение) под научным руководством профессора А. А. Титляновой в Томском государственном университете. В 2014 году защитила диссертацию на соискание учёной степени доктора биологических наук по теме «Сукцессии растительных сообществ в травяных экосистемах Тувы» (Специальности 03.02.01 — Ботаника, 03.02.08 — Экология) под научным руководством профессора А. А. Титляновой в Центральном сибирском ботаническом саду СО РАН. Ведущая организация — Московский государственный университет им. М. В. Ломоносова. С 2001 года — старший научный сотрудник, с 2016 года — главный научный сотрудник Тувинского института комплексного освоения природных ресурсов СО РАН, с 2006 года — доцент кафедры географии и геоэкологии, с 2018 года — профессор кафедры географии и туризма Тувинского государственного университета. Член «Русского ботанического общества». Член «Докучаевского Общества почвоведов России». Член Ученого Совета ТувИКОПР СО РАН. Член Ученого Совета Национального Музея имени Алдан-Маадыр Республики Тыва. Руководитель и исполнитель грантов РФФИ.

## Научные труды
Автор более 100 научных трудов по геоботанике, почвоведению, экологии, географии и геоэкологии.

### Диссертации
1.Самбуу А. Д. Влияние выпаса напродуктивность сухих степей Убсунурской котловины в Туве. Автореф. дисс. … канд. биол. наук. — Новосибирск: ИК СО РАН, 2001. — 23 с.
2.Самбуу А. Д. Сукцессия растительных сообществ в травяных экосистемах Тувы. Автореф. дисс. … докт. биол.наук. — Новосибирск, 2014. — 41 с.

### Монографии
1.Самбуу А. Д., Красноборов И. М., Севастьянов В. В., Севастьянова М. Г., Сухова М. Г., Андрейчик М. Ф., Кудрявцев В. И., Кудрявцева А. И., Забелин В. И., Арчимаева Т. П., Курбатская С. С., Гуркова Е. А., Прудникова Т. Н., Заика В. В., Аракчаа Л. К., Куксин А. Н., Куксина Д. К. Природные ресурсы Республики Тыва. Том I / Отв. ред. В. И. Котельников. Министерство природных ресурсов и экологии РФ, ТувИКОПР СО РАН, ЦСБС СО РАН, ТомскГУ, ТувГУ. — Новосибирск: Гарамонд, 2018. — 445 с.
2.Титлянова А. А., Базилевич Н. И., Снытко В. А., Дубынина С. С., Магомедова Л. Н., Нефедьева Л. Г., Семенюк Н. В., Тишков А. А., ТиТран, Хакимзянова Ф. И., Шатохина Н. Г., Кыргыс Ч. О., Самбуу А. Д. Биологическая продуктивность травяных экосистем. Географические закономерности и экологические особенности / 2-е издание, исправленное и дополненное — Новосибирск: ИПА СО РАН, 2018. — 110 с.
3.Самбуу А. Д., Титлянова А. А. Сукцессии в травяных экосистемах. — Новосибирск: Изд-во СО РАН, 2016. — 185 с. ISBN978-5-7692-1479-0.
4.Гаджиев И. М., Королюк А. Ю., Титлянова А. А., Андриевский В. С., Баяртогтох Б., Гришина Л. Г., Косых Н. П., Миронычева-Токарева Н. П., Кыргыс Ч. С., Романова И. П., Самбуу А. Д., Смелянский И. Э. Степи Центральной Азии. — Новосибирск: Изд-во СО РАН, 2002.- 299 с. ISBN5-7692-0470-2.
5.Лебедев В. И., Прудников С. Г., Кальная О. И., Доможакова Е. А., Самбуу А. Д., Забелин В. И., Арчимаева Т. П., Андрейчик М. Ф., Балакина Г. Ф., Аюнова О. Д., Саая А. Д., Горбунов Д. П., Монгуш Ч. О. Геоэкологическое состояние природной среды в районе Кызыл-Таштыгского колчеданно-полиметаллического месторождения (Тува). — Кызыл: ТувИКОПР СО РАН, 2012. — 178 с. ISBN978-5-94897-038-7.

### Учебные пособия
1.Аюнова О. Д., Биче-оол Т. Н., Кужугет С. К., Кужугет С. В., Курбатская С. С., Кылгыдай А. Ч., Монгуш А. А., Монгуш Ч. В., Ооржак Ч. О., Прудникова Т. Н., Самбуу А. Д., Самбыла Ч. Н., Самдан А. М., Санчаа Т. О., Ховалыг Ш. Д., Чаш У-М. Г. География Республики Тыва: природа, население и хозяйство. Учеб,. пос. для 8 кл. М.: ООО «Русское слово — учебник», 2019. 128 с. ISBN 978-5-533-01174-7
2.Самбуу А. Д. География и ландшафты Тувы. Учебно-методическое пособие. 2-е изд-е доп. — Кызыл: Изд-во РИО ТувГУ, 2018. — 122 с.
3.Самбуу А. Д. Общее землеведение. Раздел «Гидросфера». Учебно-методическое пособие. — Кызыл: РИО ТувГУ, 2018. — 86 с.
4.Самбуу А. Д. Туристско-рекреационный потенциал Республики Тыва. Учебное пособие. — Кызыл: Изд-во РИО ТувГУ, 2018. −201 с.
5.Самбуу А. Д., Дубровский Н. Г. Экономическая география Республики Тыва. Учебное пособие для 8-10 кл. — Кызыл: Тув. книж. изд-во, 2007. — 150 с. ISBN5-7655-0544-9.
6.Самбуу А. Д., Прудников С. Г. Геоэкологический мониторинг. Учебное пособие. — Кызыл: Изд-во РИО ТувГУ, 2011. — 177 с.

### Статьи
Самбуу А. Д., Шауло Д. Н. Распространение и запасы сырья Rhaponticumсarthamoides (Asteraceae) в Республике Тыва // Растительные ресурсы. 2019. Т. 55, № 4. С. 463—472. DOI: 10.1134/S0033994619040113
Титлянова А. А., Самбуу А. Д. Детерминированность и синхронность залежной сукцессии в степях Тувы // Известия РАН. Серия биологическая, № 6, 2014. — С. 621—630.
Самбуу А. Д. Динамика степных и луговых угодий Улуг-Хемской котловины под влиянием Саяно-Шушенского водохранилища // Растительные ресурсы, 2010. Т. 46. Вып. 3. — С. 50-64.
Самбуу А. Д. Зональные особенности растительного покрова северо-восточной части Тувы и его сохранение // Ботанический вестник Северного Кавказа. № 2, 2017. — С. 52-63.
Самбуу А. Д., Миронычева-Токарева Н. П. Сукцессии растительности в районе Саяно-Шушенского водохранилища // Сибирский экологический журнал, 2010. Т. XVII. № 2. — С. 263—270.
Титлянова С. В., Шибарева С. В., Самбуу А. Д. Травяные и лесные подстилки в горной степи и лесостепи Тувы // Сибирский экологический журнал, 2004. № 3. — С. 425—432.
Титлянова А. А., Миронычева-Токарева Н. П., Романова И. П., Косых Н. П., Кыргыс Ч. С., Самбуу А. Д. Продуктивность степей / Степи Центральной Азии. Новосибирск: Изд-во СО РАН, 2002. — С. 95-173.
Самбуу А. Д., Дапылдай А. Б., Куулар А. Н., Хомушку Н. Г. Проблемы опустынивания земель Республики Тыва // Аридные экосистемы, 2012. Т. 18. № 4 (53). — С. 35-44.
Самбуу А. Д., Титлянова А. А. Влияние социально-экономического развития Республики Тыва на её растительный покров. Фундаментальные исследования. № 11, 2014. — С. 550—555.
Самбуу А. Д. Сукцессии растительности в травяных экосистемах Тувы // Фундаментальные исследования, 2013. № 10. — С. 1095—1099.
Самбуу А. Д., Дапылдай А. Б., Куулар А. Н., Хомушку Н. Г.Последствия аграрного освоения степей Тувы // Вестник Красноярского государственного аграрного университета, 2010. Вып. 7. — С. 11-18.
Титлянова С. В., Самбуу А. Д. Залежная сукцессия в Туве // Современные проблемы науки и образования, 2013. № 5.
Самбуу А. Д. Мониторинг структуры доминирования травяных экосистем под влиянием Саяно-Шушенского водохранилища // Теоретическая и прикладная экология. 2008. № 3. — С. 22-27.
Самбуу А. Д. Пастбищные дигрессии и восстановительные смены степной растительности в Туве // Современные проблемы науки и образования. 2013. № 5. URL: www.science-education.ru/111-10136.
Самбуу А. Д. Продуктивность ландшафтов Тувы // География продуктивности и биогеохимического круговорота наземных ландшафтов / Материалы междун. конференции к 100-летию проф. Н. И. Базилевич. Пущино, 2010. — С. 546—549.
Самбуу А. Д. Социально-политические изменения и природопользование в тувинских степях // Степной бюллетень. Новосибирск, 2000. — С. 40-42.

### Статьи на других языках
Sambuu Anna. Recreational Assessment of Landscapes of Tuva for the Development of Tourism. Assessment of Landscapes. Journal of Environmental Management and Tourism, [S.l.], v. 10, n. 2, p. 438—440, june 2019. DOI:https://doi.org/10.14505//jemt.v10.2(34).21
Franz Conen, Mikhail Yakutin, Anna Sambuu. Potential for detecting changes from climate change // Global change biology. 2003. № 9. — P. 1515—1520.
Sambuu A.D., Dapyldie A.B., Kuular A.N., Khomushku N.G.Problems of Desertification in the Tuva Republic // Arid Ecosystems, 2012, Vol. 2, No. 4. — Р. 225—231.
Sambuu A.D. Productivity of the dry steppes of Tuva under the grazing pressure // European Journal of Natural History. 2012. № 1. P. 36-37.
Sambuu A.D. Consequence of grazing impact on the organic matter in chestnut soil of Tuva // European Journal of Natural History. 2012. № 1. P. 38-39.
Sambuu A.D. The dynamism of the biological productivity of biomes Tuva. European Journal of Natural History, 2014. № 5. — P. 15-17.
Sambuu A.D.Dynamic of steppe vegetation after fire in Tuva. European Journal of Natural History, 2015. № 4. — P. 37-38.
Sambuu A.D.Net primary production of dry steppes of Tyva Republic. European journal of natural history, 2016. № 1. — P. 16-17. URL-адрес: www.world-science.ru/euro/515-33515
Sambuu A.D.The effect of the grazing on the vegetation cover on the steppes in Tuva. European Journal of Natural History, 2017. № 3. — С. 20-21.

### Рецензии
Самбуу А. Д. Диссертация Монгуш Лаиды Кара-ооловны «Эколого-биологические особенности проса (PanicummiliaceumL.) и традиции его возделывания в Центральной Тыве», представленной на соискание ученой степени кандидата биологических наук по специальности 03.02.01 — ботаника. 2012.
Самбуу А. Д. Автореферат диссертации Макуниной Натальи Ивановны «Растительность лесостепи Западно-Сибирской равнины и Алтае-Саянской горной области: классификация, структура и ботанико-географические закономерности», представленной на соискание ученой степени доктора биологических наук по специальности 03.02.01 — Ботаника. 2015.
Самбуу А.Д.Автореферат диссертации Мандах Уртнасан «Пастбищная дигрессия в степях Северной части Центральной Монголии», представленной на соискание ученой степени кандидата биологических наук по специальности 03.02.01 — Ботаника. 2015.
Самбуу А. Д. Автореферат диссертации Суховой Марии Геннадьевны «Эколого-климатический потенциал ландшафтов Алтае-Саянской горной страны для жизнедеятельности населения и рекреационного природопользования», представленной на соискание ученой степени доктора географических наук по специальности 25.00.36 — Геоэкология. 2009.
Самбуу А. Д. Автореферат диссертации Березиной Татьяны Владимировны «Влияние экологических условий на развитие и сохранность плодовых насаждений Заволжско-Уральского региона (на примере Оренбургской области)», представленной на соискание ученой степени кандидата биологических наук по специальности 03.02.08 — Экология (биология). 2017.
Самбуу А. Д. Автореферат диссертации Самбыла Чойган Николаевны «Фитомасса высокогорных растительных сообществ Алтае-Саянской горной области», представленной на соискание ученой степени доктора биологических наук по специальностям 03.02.08 — Экология (Биологические науки) и 03.02.01 — Ботаника. 2018.

### Научная редакция
Ответственный редактор Материалов 1-й международной научно-практической конференции «Сохранение разнообразия растительного мира Тувы и сопредельных регионов Центральной Азии: история, современность, перспективы» (5-7 июня 2016 г.)./ Отв. ред. докт. биол. наук А. Д. Самбуу [Электрон.ресурс: июнь 2016]. — Кызыл: ТувИКОПР СО РАН, 2016. — 210 с..
Ответственный редактор Материалов Республиканской научно-практической конференции «Экологическое образование и воспитание в школах Республики Тыва, посвященная к Году экологии в России и Особо охраняемым природным территориям». (30.11.2017, КЫЗЫЛ, РОССИЯ) / Отв. ред. докт. биол. наук А. Д. Самбуу [Электрон.ресурс: ноябрь 2017]. — Кызыл, 2017. — 117 с.